# Voley Playa Madrid
Voley Playa Madrid es un club de voleibol y vóley playa español, que compite con el nombre VP Madrid
Sus casi 20 equipos de base, tanto federados como municipales en todas las categorías, y sus actividades de vóley playa lo confirman como uno de los clubes de voleibol y más grandes e importantes en masa social y con más actividades de España.
En 2021 los problemas económicos llevaron al equipo a renunciar a participar en determinadas competiciones deportivas.

## Historia
El club fue fundado oficialmente en abril de 2003, si bien ya en el año 2001-2002 sus fundadores comenzaban con sus actividades bajo la denominación VP Madrid.

## Instalaciones
El club tiene equipos y escuelas en multitud de centros deportivos en la ciudad de Madrid, siendo el C.D.M. Entrevías el pabellón donde sus equipos federados entrenan y disputan sus partidos.